# EDS C64 EDC
EDS C64 EDC (C64 EDC) је био кућни рачунар фирме EDS који је почео да се производи у Немачкој почетком 1980-их година.
Користио је 6510 као микропроцесор. RAM меморија рачунара је имала капацитет од 64 KB. 

## Детаљни подаци
Детаљнији подаци о рачунару C64 EDC су дати у табели испод.
|                       |                                                                              |
| [ 1 ]                 |                                                                              |
| Произвођач            |                                                                              |
| Тип                   | кућни рачунар                                                                |
| Меморија              | 64 KB                                                                        |
| Поријекло             | Њемачка                                                                      |
| Година                |                                                                              |
| Тастатура             | стил писаће машине, 82 тастера са 4 функцијска тастера и нумеричка тастатура |
| Процесор              |                                                                              |
| Фреквенција процесора | 0,985 (PAL) / 1,023 (NTSC)                                                   |
| RAM                   | 64 KB                                                                        |
| ROM                   | 20 KB                                                                        |
| Текст                 | 40 стубова x 25 линија                                                       |
| Графика               | неколико, највише кориштен: 320 x 200                                        |
| Боја                  | 16 + 16 граничних боја                                                       |
| Звук                  | 3 гласа / 9 октава, 4 таласна облика звучни излаз преко телевизора           |
| Димензије             | 40,4 (ширина) x 21,6 (дубина) x 7,5 (висина) / 1820                          |
| Портови               |                                                                              |
| Оперативни систем     |                                                                              |